# Дейотар
Дейотар (на гръцки: {Δηιόταρος Φιλορώμαιος, Deiotaros Philorhomaios, „Дейотар Римски приятел“, на латински: Deiotarus; * ок. 105 пр.н.е., † 40 пр.н.е.) е тетрах на толистобоите в Галатия в Мала Азия и получава заради важната си роля във войните в Азия от римския сенат кралската титла и владението над Малка Армения през 63 пр.н.е./62 пр.н.е.

## Биография
Той служи първо на римските военачалници Луций Корнелий Сула, Публий Сервилий Вация, Луций Лициний Мурена, Луций Лициний Лукул и Гней Помпеий Магнус във войните в Азия и получава титлата крал на Малка Армения.
Дейотар е във връзка с младия Катон, Помпеий, Гай Юлий Цезар, Марк Лициний Крас, братята Марк Тулий Цицерон и Квинт Тулий Цицерон, Марк Юний Брут.
През гражданската война между Помпей и Цезар той се включва със своята войска (XXII Дейотаров легион, Legio XXII Deiotariana) към Помпей и му помага с шестстотин конници, но се разделя от Помпей след битката при Фарсала и се връща обратно в Галатия, където е нападнат от Фарнак II.
През 47 пр.н.е. Дейотар помага на Гай Юлий Цезар във войната му против Фарнак II. Затова Цезар го помилва, признава кралската му титла и му връща голяма част от териториите. Цезар тогава известно време е в двора на Дейотар в Луцеиум. През 45 пр.н.е. в Рим Цезар, под влиянието на Брогитар и Кастор, зетьовете на Дейотар, обвинява Дейотар, че искал да го убие по време на престоя му в Луцеиум. Цицерон поема защитата му и Цезар се отказва от процес. Дейотар обаче убива от отмъщение родителите на Кастор.
Марк Юний Брут отива при него и го печели за заговора против Цезар. Той изпраща своя военачалник Аминта в Гърция, да помага в битката при Филипи. Дейотар след загубата на заговорниците отива на страната на победителите Октавиан и Марк Антоний, приетт е дружелюбно и остава притежател на всичките си земи.

## Фамилия
Дейотар е женен за Стратоника и има конкубина Електра. Той е баща на:
- Дейотар (II) (Филопатор ?), помага на баща си през 51 пр.н.е. и е убит през 43 пр.н.е.
- дъщеря, омъжена за Брогитар, тетрах на трокмите, убит 47 пр.н.е.
- дъщеря, омъжена за Кастор Таркондарий, тетрарх на тектозагите
- дъщеря, омъжена за Аминта, тетрарх на трокмите, цар на Галатия 37 – 25 пр.н.е.